# Aikaterini Nikolaidou

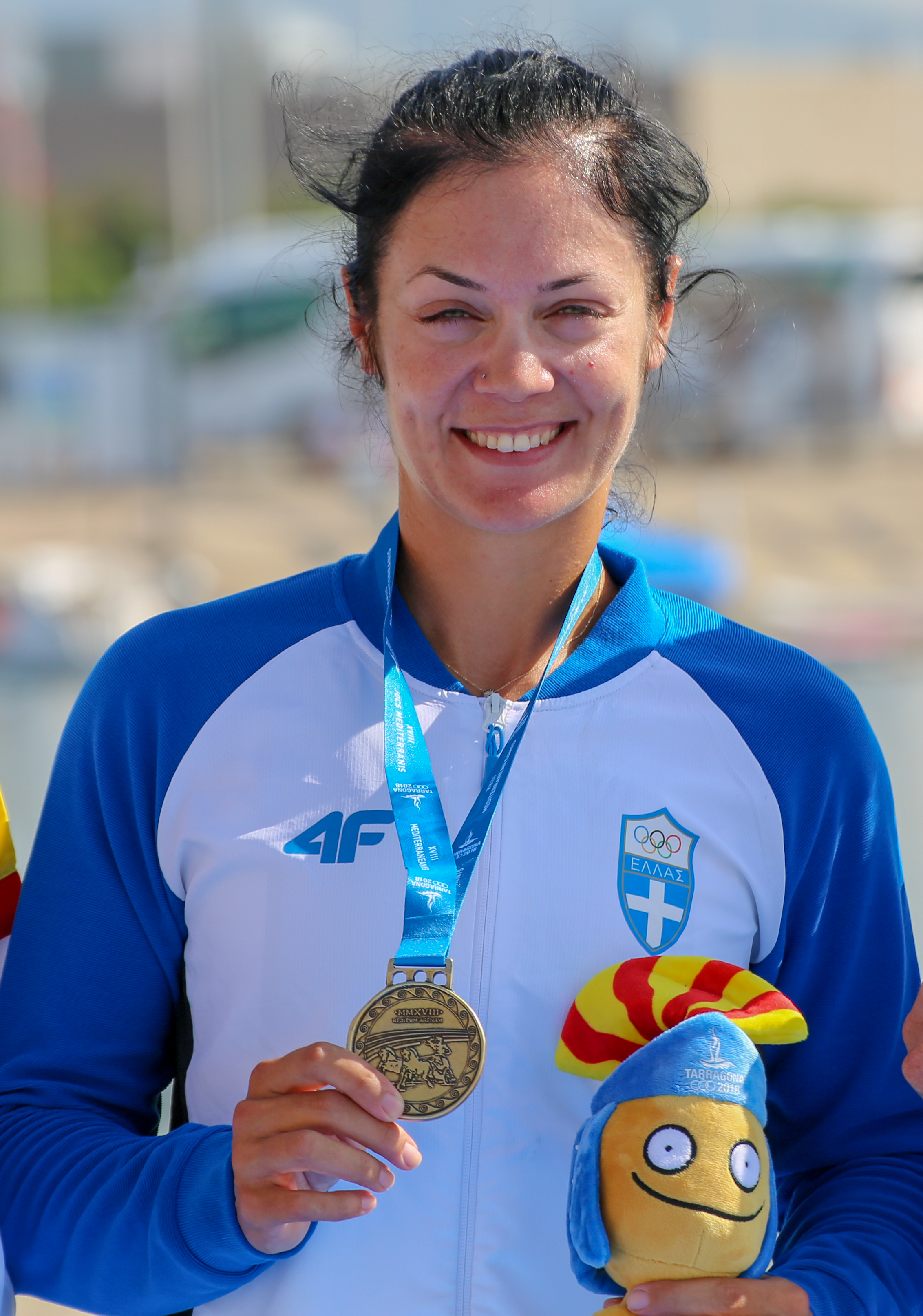
Aikaterini Nikolaidou (2018)

Aikaterini Nikolaidou (* 22. Oktober 1992 in Katerini) ist eine griechische Ruderin. Sie war Europameisterin im Leichtgewichts-Einer 2013 und 2014. 

## Karriere
Nikolaidou rudert seit 2007 und nahm 2009 erstmals an Junioren-Weltmeisterschaften teil, verpasste aber mit dem Doppelvierer das A-Finale. Bei den Junioren-Weltmeisterschaften 2010 startete sie im Einer und belegte den dritten Platz. 2011 startete sie im Einer im Weltcup, erreichte aber zweimal nur das C-Finale, bei den U23-Weltmeisterschaften gewann sie das B-Finale im Einer. Ihr erstes A-Finale in der Erwachsenenklasse erreichte Nikolaidou 2011 bei den Europameisterschaften in Plowdiw, als sie auf den vierten Platz fuhr. 2012 gewann sie zusammen mit Eleni Diamanti Silber im Doppelzweier bei den U23-Weltmeisterschaften, bei den Europameisterschaften 2012 erreichten die beiden den zehnten Platz. 
Erst 2013 wechselte die 1,80 m große Athletin zum Leichtgewichts-Rudern. Bei den Europameisterschaften 2013 in Sevilla siegte sie im Leichtgewichts-Einer ebenso wie bei den U23-Weltmeisterschaften in Linz/Ottensheim. Auch bei den Mittelmeerspielen war sie erfolgreich. Bei den Weltmeisterschaften 2013 im südkoreanischen Chungju gewann Nikolaidu Silber hinter der Österreicherin Michaela Taupe-Traer, die sie bei den Europameisterschaften noch geschlagen hatte. 2014 konnte Nikolaidu ihren Titel bei den Europameisterschaften in Belgrad verteidigen. Bei den Weltmeisterschaften 2014 in Amsterdam belegte sie den zweiten Platz hinter der Belgierin Eveline Peleman. 
2015 trat Nikolaidou zusammen mit Sofia Asoumanaki im Doppelzweier ohne Gewichtsbeschränkung an, die beiden gewannen die Silbermedaille bei den Weltmeisterschaften 2015 hinter dem neuseeländischen und vor dem deutschen Boot. Bei den Olympischen Spielen 2016 erreichten die beiden den vierten Rang.